# CREFF de Girona
El CREFF de Girona (Centros Reunidos de Educación Física Femenina) va ser un club de basquetbol femení de Girona, fundat la temporada 1963-64. Format majoritàriament per estudiants de magisteri, va participar en diversos campionats provincials amb el nom d'Escuela Magisterio de Gerona. Sota el patrocini de la Secció Femenina i presidit per Maria Cobarsi, la temporada 1966-67 va passar a denominar-se CREFF de Gerona. Entre d'altres èxits, va destacar l'ascens a la primera divisió espanyola la temporada següent, convertint-se en el primer equip gironí que disputava la màxima competició femenina, i el quart lloc aconseguit a la Lliga la temporada 1972-73. Entrenades les últimes temporades per Àngel Brea, van destacar les jugadores Dolors i Maria Carme Iglesias i les germanes Vilagran, que foren internacionals amb la selecció espanyola de bàsquet. El club va retirar-se de la competició al final de la temporada 1975-76.
El club vestia samarreta groga i pantaló negre.

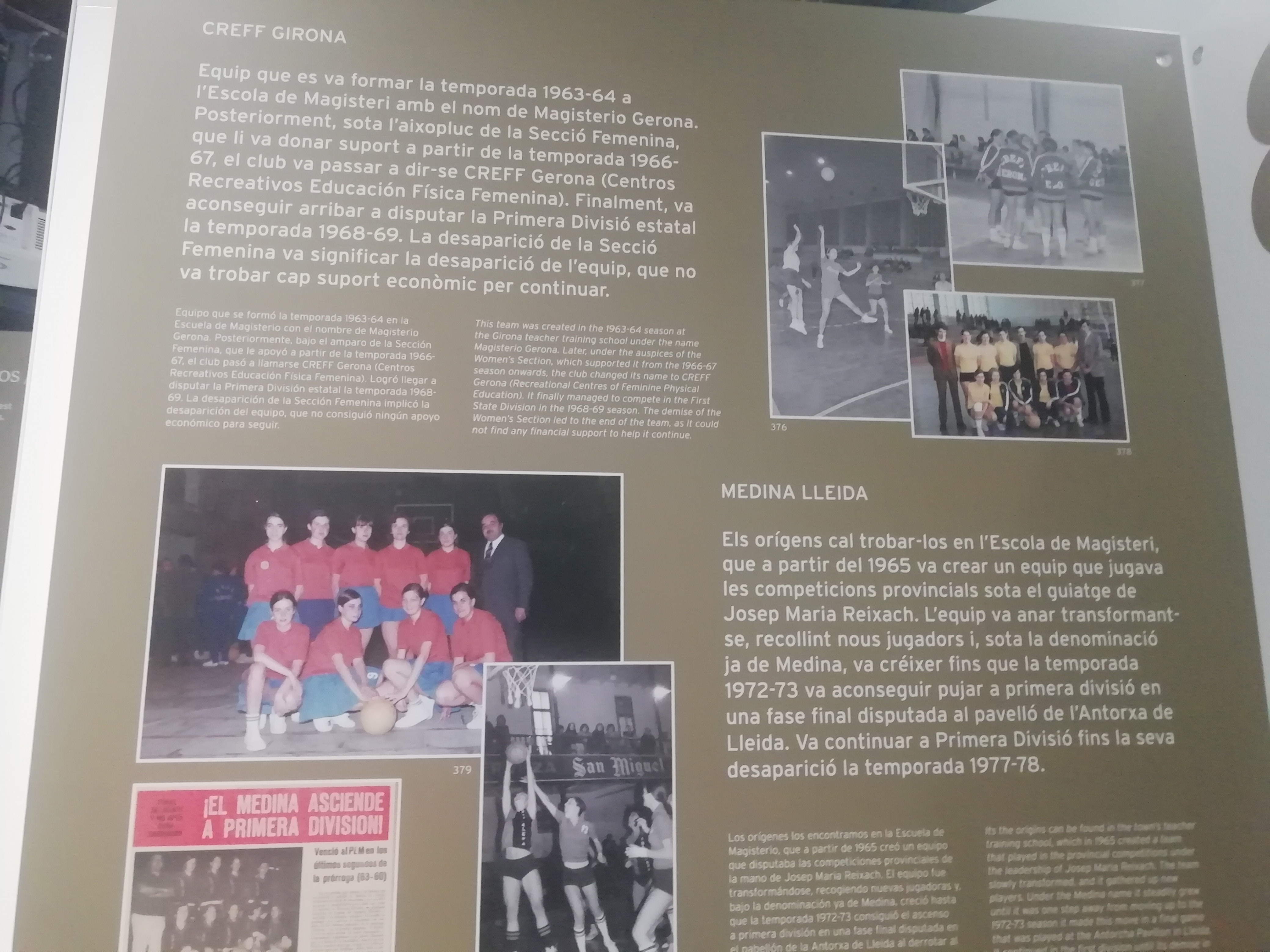
Cartell dels equips Creff Girona i Medina Lleida.